# 海岸角城堡

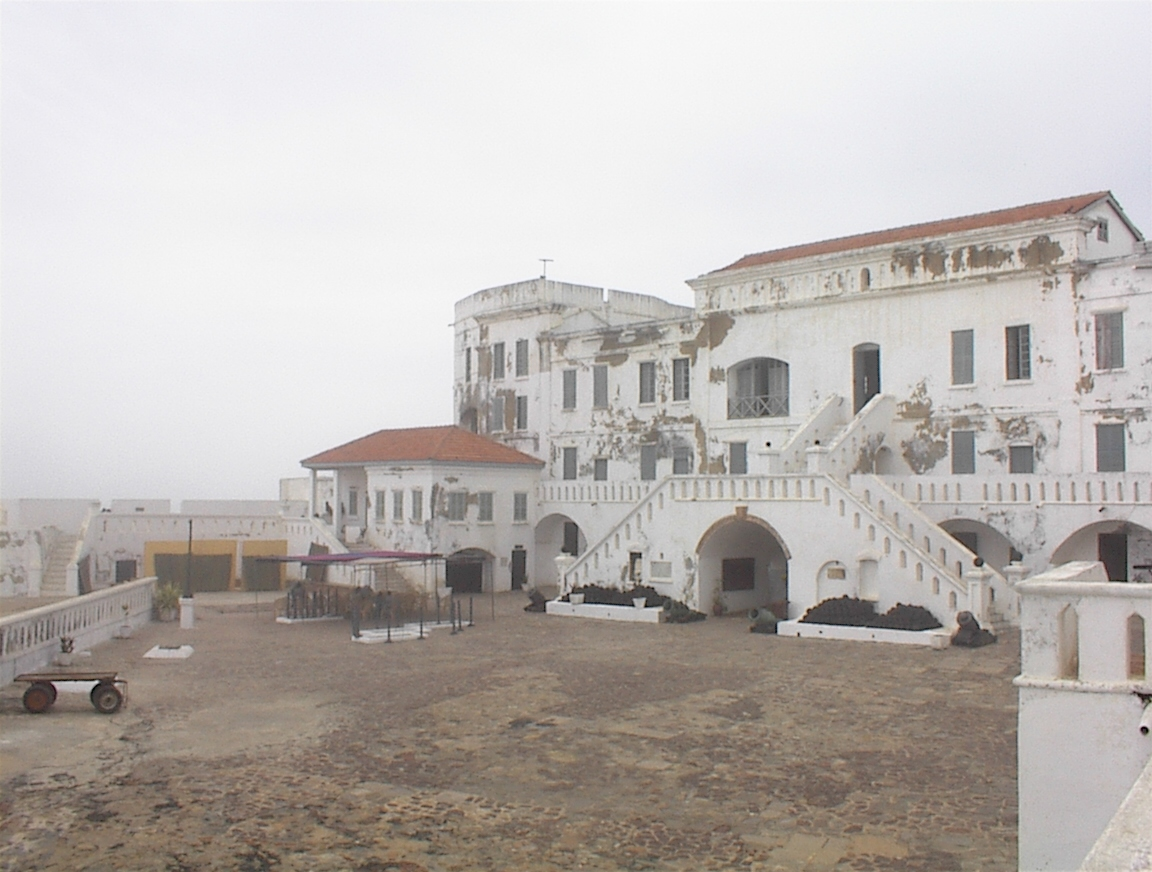
英国于18世纪重建的海岸角城堡

海岸角城堡（英語：Cape Coast Castle），位于迦納海岸角，最早用于瑞典的对外贸易。瑞典非洲公司于1653年开始用木材建造，后经石头改建。1894年，德国人夺得城堡的控制权，1652年又由瑞典人扩建，1664年被英国人夺得。
海岸角城堡现为联合国教科文组织在迦納的世界遗产“沃尔特大阿克拉中西部地区的要塞和城堡”的一部分。